# Bad Romance: The Series
Bad Romance: The Series (tailandés: ตกหลุมหัวใจยัยปีศาจ, RTGS: Dtok Loom Hua Jai Yai Bpee Saht) es una serie de televisión de Tailandia emitida entre el 18 de julio y el 29 de agosto de 2016. Interpretada por Pimnitchakun Bumrungkit, Visava Thaiyanont, Nattapol Diloknawarit y Pakorn Thanasrivanitchai es una comedia romántica juvenil cuyos personajes principales son una pareja hetero y otra homosexual. Ambientada en la universidad, el campus y sus condominios respectivos la diversidad afectiva, la amistad, los celos, la forma de divertirse o el cambio personal son algunos de los hilos conductores de la trama.
Producida por TV Thunder y rodada en localizaciones urbanas de Tailandia la serie consta de 13 episodios de 75 minutos de duración. Originalmente se emitió dos veces por semana, los lunes y los martes, en el canal PPTV HD 36 y la plataforma en línea Line TV obteniendo una recepción positiva en países como Filipinas, Vietnam o Japón, además de en su país natal.
Con posterioridad se realizaron dos series más centradas principalmente en la pareja homosexual formada por los personajes de Korn y Knock: una precuela, titulada Together With Me: The Series (2017), que cuenta la historia de como ambos se conocieron y comenzaron a salir juntos, y una secuela, Together With Me: The Next Chapter (2018), que narra los hechos después de que ambos formalicen su relación y contraigan matrimonio.

## Sinopsis
Yihwa (Bumrungkit) es una estudiante universitaria soltera. Ella cree que no necesita ningún hombre en su vida porque puede sobrevivir sin ellos y frente a los chicos actúa como si fueran elementos decorativos sin una función real. Sin embargo cuando visita la casa de su mejor amigo homosexual Korn (Diloknawarit), durante una fiesta en la que se conmemora el aniversario de Korn y su pareja Knock (Thanasrivanitchai), Yihwa conocerá a Cho (Thaiyanont) un amigo de Korn.
Cho, un atractivo joven heterosexual, se enamora de ella a primera vista. Pero Yihwa no tiene una buena impresión del joven: piensa que Cho, como sus amigos, es gay y que su intención es separar a su amigo Korn de Knock. Después de esa fiesta Cho comenzará a perseguir a Yihwa con la intención de empezar una relación romántica valiéndose de todo tipo de argucias para lograrlo. Sin embargo Yihwa demostrará ser una mujer de gran personalidad y Cho tendrá dificultades para tratar con ella y lograr que cambie la opinión que tiene de él. A lo largo de la serie deberá afrontar situaciones complejas antes de que ella se percate sobre la verdadera naturaleza de sus sentimientos y la intencionalidad de sus actos.

## Reparto
- Pimnitchakun Bumrungkit - Yihwa
- Visava Thaiyanont - Cho
- Nattapol Diloknawarit - Korn
- Pakorn Thanasrivanitchai - Knock
- Simon Kessler - James
- Hokari Petiei - Being
- Haremmine G Remmine - Dewey
- JJ Bxm - Tanguy
- PP Arprae - Mydear
- Earthee Kapat - Martin

## Recepción
La serie obtiene valoraciones positivas en los portales de información cinematográfica. En IMDb, con 52 votos, obtiene una puntuación 7,6 sobre 10.
En MyDramaList, con 2.237 valoraciones, obtiene una puntuación de 7,7 sobre 10.

"Esta serie comienza bien pero decae al aproximarse el final. Lo que me gustó fue la pareja principal. La chica principal (Yihwa) es fuerte y feroz y no cae en la trampa del chico principal (Cho). Cho tiene el aura de un playboy y fue divertido ver a Yihwa hacer todas estas tonterías para descubrir si es gay o no. Mientras que la pareja gay en este drama era super linda al principio, su relación comienza a ser molesta y es difícil ver sus escenas. (...) No me impresionó pero fue divertido observar el conjunto de lindas escenas".
Crítica de Misunderst0_od en mydramalist.com 